# Panarama
Panarama war ein deutsches Studioprojekt von Hermann Weindorf der 1980er-Jahre.

## Geschichte
Mitte des Jahres 1980 lernten sich der deutsche Tasteninstrumentalist und Sänger Hermann Weindorf und der schottische Gitarrist Ian Bairnson während der gemeinsamen Aufnahmen zu Eberhard Schoeners Album Time Square kennen. Sowohl Weindorf als auch Bairnson waren schon seit einiger Zeit in verschiedenen Bands sehr erfolgreich.
Hermann Weindorf war z. B. Gründungsmitglied der beiden Bands Munich (1978) und Oktagon (1980) und spielte zeitgleich auch schon mit Klaus Doldingers Passport. Ian Bairnson war zuvor bereits Mitglied bzw. Gastmusiker von Pilot (1974), The Alan Parsons Project (1976) und Kate Bush (1978).
Beide trafen erneut aufeinander, als Weindorf im Herbst 1980 wiederum als Keyboarder bei Eberhard Schoener verpflichtet wurde, und zwar zu dessen erster Klassik-Rock-Nacht im Circus Krone Bau in München, die am 12. November 1980 europaweit live im Fernsehen übertragen wurde. Weindorf war hierbei Mitglied der „Rockband“, genauso wie auch Bairnson, zusammen mit Gary Brooker (Procol Harum), John Giblin, B. J. Wilson und Morris Pert.
Anfang 1982 hatten Eberhard Schoeners Manager Curtis Briggs, Hermann Weindorf und Ian Bairnson die Idee zu einem gemeinsamen Studioprojekt, aus dem Panarama entstand. Um ihr erstes Album Can This Be Paradise aufzunehmen, engagierten sie Familienmitglieder sowie befreundete Musiker wie Berthold Weindorf (Saxophon), Curt Cress (Schlagzeug), Dieter Petereit (Bass) und Chris Rainbow (Gesang). In einigen Titeln sind der Einfluss Bairnsons und seine Mitarbeit bei Alan Parsons Project (APP) unschwer zu erkennen, wie z. B. in Out of the Way oder Honesty. Chris Rainbow, der zahlreiche Titel bei APP gesungen hat, verstärkt durch seinen unverwechselbaren Gesang selbigen Sound noch zusätzlich. Zeitgleich zu Panaramas Album Can This Be Paradise erschien im Übrigen Alan Parsons Eye in the Sky, an dem Bairnson und Rainbow ebenfalls mitgearbeitet haben.
Im deutschsprachigen europäischen Raum bekannt wurde Panarama durch den Kinostart des ARD-Tatorts Kielwasser am 30. Dezember 1983. Für diese neue Folge (TV-Ausstrahlung am 25. März 1984) komponierte und sang Hermann Weindorf den Titelsong In this World. Unverkennbar an diesem ist die kompositorische Handschrift Weindorfs, wie man sie auch von den zeitgleich entstandenen Titeln seiner „Familienband“ Zara-Thustra her kennt. Dieser Soundtrack zum ARD-Tatort ist jedoch nur als Single erschienen.
Im Frühsommer 1984 nahm Weindorf ohne Bairnson, aber immer noch als Panarama, das zweite Album Protection auf. Hierfür wurde für das Schlagzeug der jüngste Weindorf-Bruder Alfons engagiert; weiterhin Berthold Weindorf für das Saxophon (auf dem Album unter dem Pseudonym Bernie Winetown benannt), der Bassist Litschie Hrdlička (unter Franz Herdlicka aufgeführt), der Gitarrist Wesley Plass sowie Olaf Kübler, ebenfalls Saxophon. Hrdlička und Plass waren bereits 1980 Mitglieder der Weindorf-Band Oktagon. Neben Herman Weindorf wirkten auch noch andere Sängerinnen und Sänger auf diesem zweiten Album mit, unter anderem Heidi Stern, später bekannt als Jennifer Rush.
1985 veröffentlichte Panarama für die Firma Bogner Cosmetics eine Promotion Single „Die neue Natürlichkeit“, mit den beiden Titeln Heavens Forever und Neptune Suite. Aus dieser Zusammenarbeit mit Willy Bogner junior kam es zu einer weiteren Musikproduktion für den von Bogner 1986 gedrehten Film Feuer und Eis. Der Soundtrack zu diesem Film enthielt, neben Titeln anderer Künstlerinnen und Künstler, drei neue Kompositionen von Panarama plus die beiden Stücke der Promotion Single von 1985.
Die musikalischen Beiträge zu diesem Soundtrack waren gleichzeitig die letzten Aufnahmen, die Hermann Weindorf unter dem Projektnamen Panarama veröffentlicht hatte.

## Diskografie

### Alben
- 1982: Can This Be Paradise
- 1984: Protection

### Singles
- 1982: I Believe In You / I Don't Know
- 1982: Video Fever / Dry Ice
- 1983: In This World / In My Life – Soundtrack zum ARD-Tatort Kielwasser
- 1983: I Believe In You / When – Brasilianische Auskopplung
- 1984: Burn Me / Protection
- 1985: Heavens Forever / Neptune Suite – Promotional Single

### Kompilationen
- 1986: Feuer und Eis – Fire And Ice (Original-Soundtrack aus dem gleichnamigen Willy Bogner-Film)